# Robert de Keldeleth
Robert de Keldeleth (auch: Robert Kenleith; † zwischen 16. und 24. März 1273) war ein schottischer Ordensgeistlicher und Minister. Nach 1247 wurde er königlicher Kanzler, doch Anfang 1252 musste er sein Amt niederlegen.

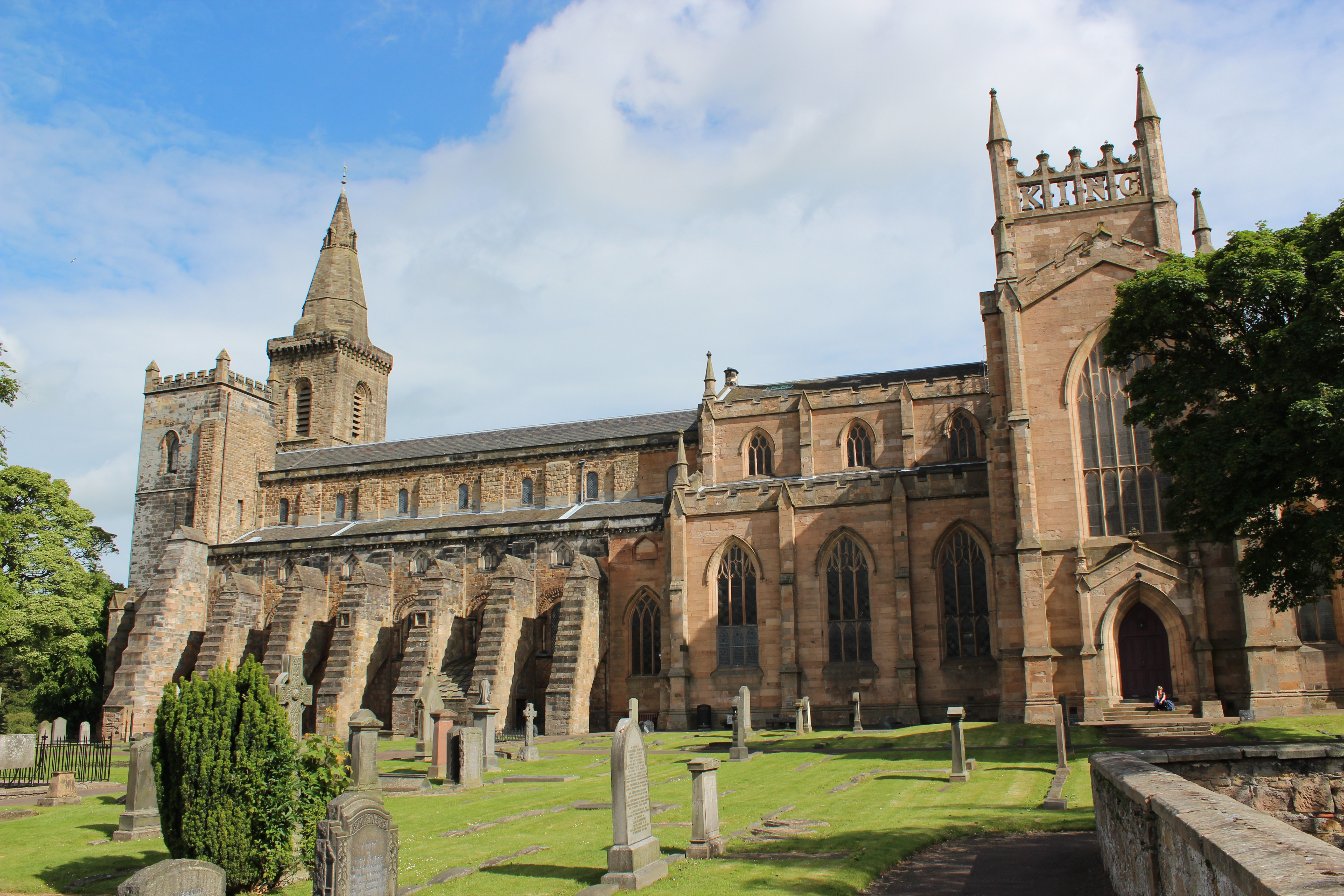
Die Abteikirche von Dunfermline

## Herkunft und Aufstieg von Abt von Dunfermline
Keldeleth nannte sich vermutlich nach dem Dorf Kinleith in Currie in Midlothian. Er trat als Mönch in das Benediktinerkloster Dunfermline ein. Nach dem Tod von Abt Geoffrey III. am 5. Oktober 1240 wurde er zu dessen Nachfolger gewählt. Offenbar hatte Keldeleth gute Kontakte zur Kurie, denn 1245 wurde Dunfermline infuliert. Zum Zeichen seines Ranges durfte Keldeleth fortan eine Mitra tragen, dazu wurde er zum päpstlichen Kaplan ernannt. Er hatte auch wesentlichen Anteil daran, dass die verstorbene Königin Margarete, die Gründerin von Dunfermline Abbey, kanonisiert wurde. Im Juni 1250 nahm er an der feierlichen Überführung des Schreins mit den Reliquien von Margarete in die Abteikirche von Dunfermline teil.

## Dienst als königlicher Kanzler
Zu einem unbekannten Zeitpunkt zwischen 1247 und 1251, möglicherweise 1249, wurde Keldeleth zum königlichen Kanzler ernannt, möglicherweise wegen seiner guten Kontakte zur Kurie. Kenleith diente möglicherweise bereits vor dem Tod von König Alexander II. als Kanzler, auch wenn er in den beiden königlichen Urkunden, die er am 1. Februar und am 16. April 1249 bezeugte, noch nicht als Kanzler bezeichnet wurde. Während der politisch unruhigen Zeit nach dem Tod von Alexander II. und der Minderjährigkeit von Alexander III. ab 1249 unterstützte er Alan Durward, den einflussreichen Justiciar of Scotia. Als Kanzler setzte sich Keldeleth bei Papst Innozenz IV. vergeblich dafür ein, dass der junge König nach fränkischem Vorbild zum König gekrönt werden durfte.

## Sturz als Kanzler und als Abt

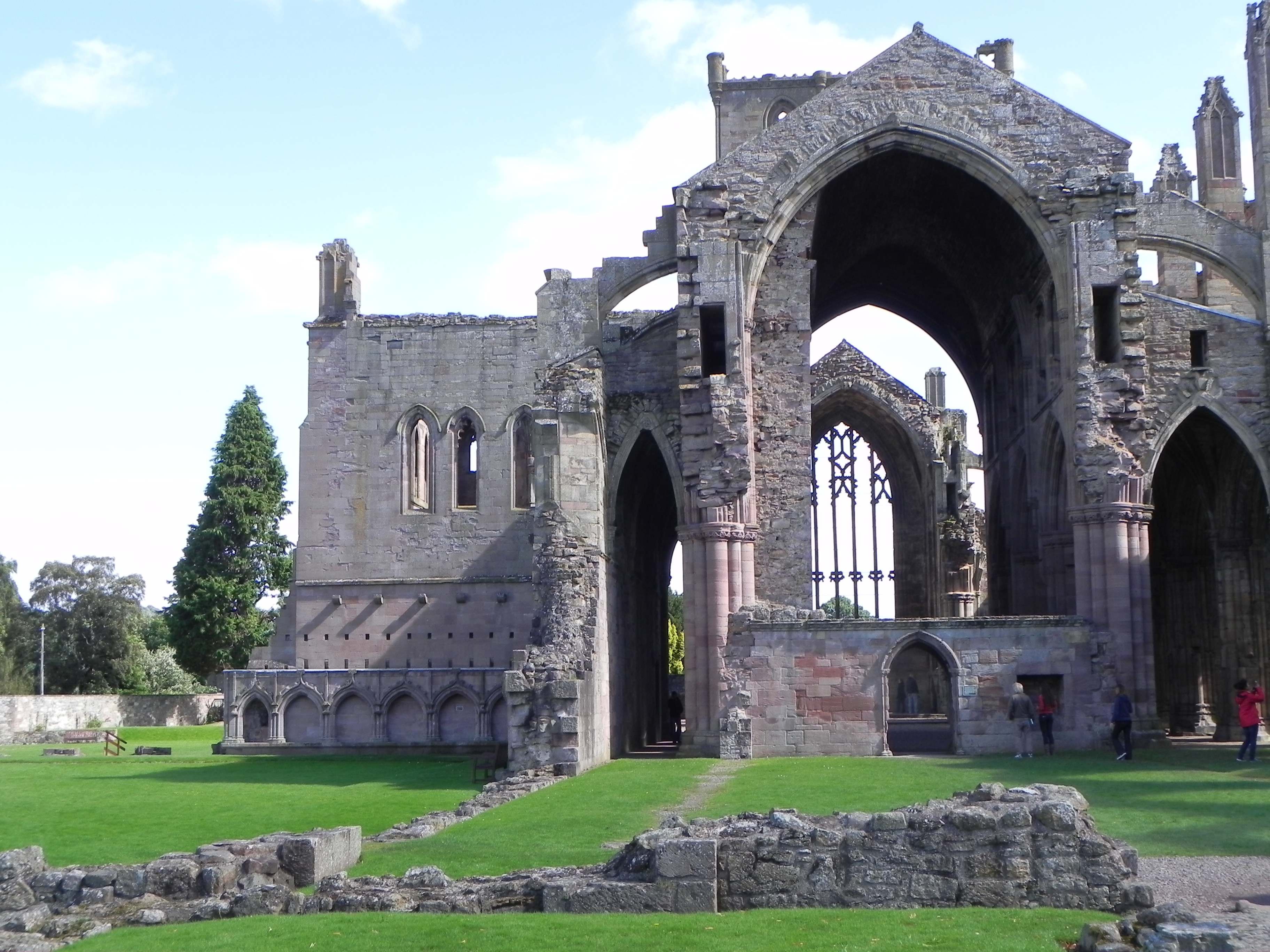
Die Ruine der Abteikirche von Melrose

Nach der Heirat des jungen Königs mit der englischen Königstochter Margarete an Weihnachten 1251 in York erhob Walter Comyn, Earl of Menteith schwere Anschuldigungen gegenüber die von Durward geführten Regierung. Nach der Chronik von John Fordun soll Durward versucht haben, beim Papst die Legitimation von Marjory, der unehelichen Tochter von Alexander II. zu erreichen. Diese war mit Durward verheiratet. Durch eine Legitimierung wäre sie im Falle des Todes des minderjährigen Königs Thronerbin geworden und Durward hätte somit einen Anspruch auf den schottischen Thron gehabt. Keldeleth soll die Schreiben Durwards an den Papst mit dem königlichen Siegel versehen haben. Nach der Melrose Chronicle soll dagegen eine schottische Gesandtschaft zum Papst gereist sein, der allein uneheliche Töchter legitimieren durfte. Vielleicht hat Keldeleth in diesem Fall der Gesandtschaft angehört. Infolge der Anschuldigungen wurde die Regierung von Durward mit Billigung des englischen Königs Heinrich III. gestürzt, wobei Keldeleth offenbar erst nach massivem Druck Anfang 1252 sein Amt aufgab. Das bisherige Großsiegel wurde zerbrochen und durch ein kleineres ersetzt.
Der beim König in Ungnade gefallene Keldeleth geriet auch mit den Mönchen seines Klosters in Streit, die ihn der Unterschlagung beschuldigten. Am 2. Februar 1252 oder 1253 legte er sein Amt als Abt nieder.

## Übertritt in den Zisterzienserorden und Aufstieg zum Abt von Melrose
Keldeleth zog sich als einfacher Mönch in das Zisterzienserkloster Newbattle zurück. Als Durward 1255 seinerseits die Comyn-geführte Regierung stürzte und die Macht in Schottland übernahm, gehörte Kenleith nicht mehr der neuen Regierung an. Möglicherweise ging er nach dem erneuten Sturz von Durward 1257 ins Exil nach England, denn 1260 diente er als Bote für den englischen König. 1268 wurde er zum Abt des südschottischen Zisterzienserklosters Melrose gewählt, dem Mutterhaus des Zisterzienserordens in Schottland, nachdem der bisherige Abt John de Edrom zurückgetreten oder abgesetzt worden war. Keldeleth blieb bis zu seinem Tod Abt von Melrose Abbey, wo er vermutlich auch starb und begraben wurde.